# Baljuwschap Land van Putten

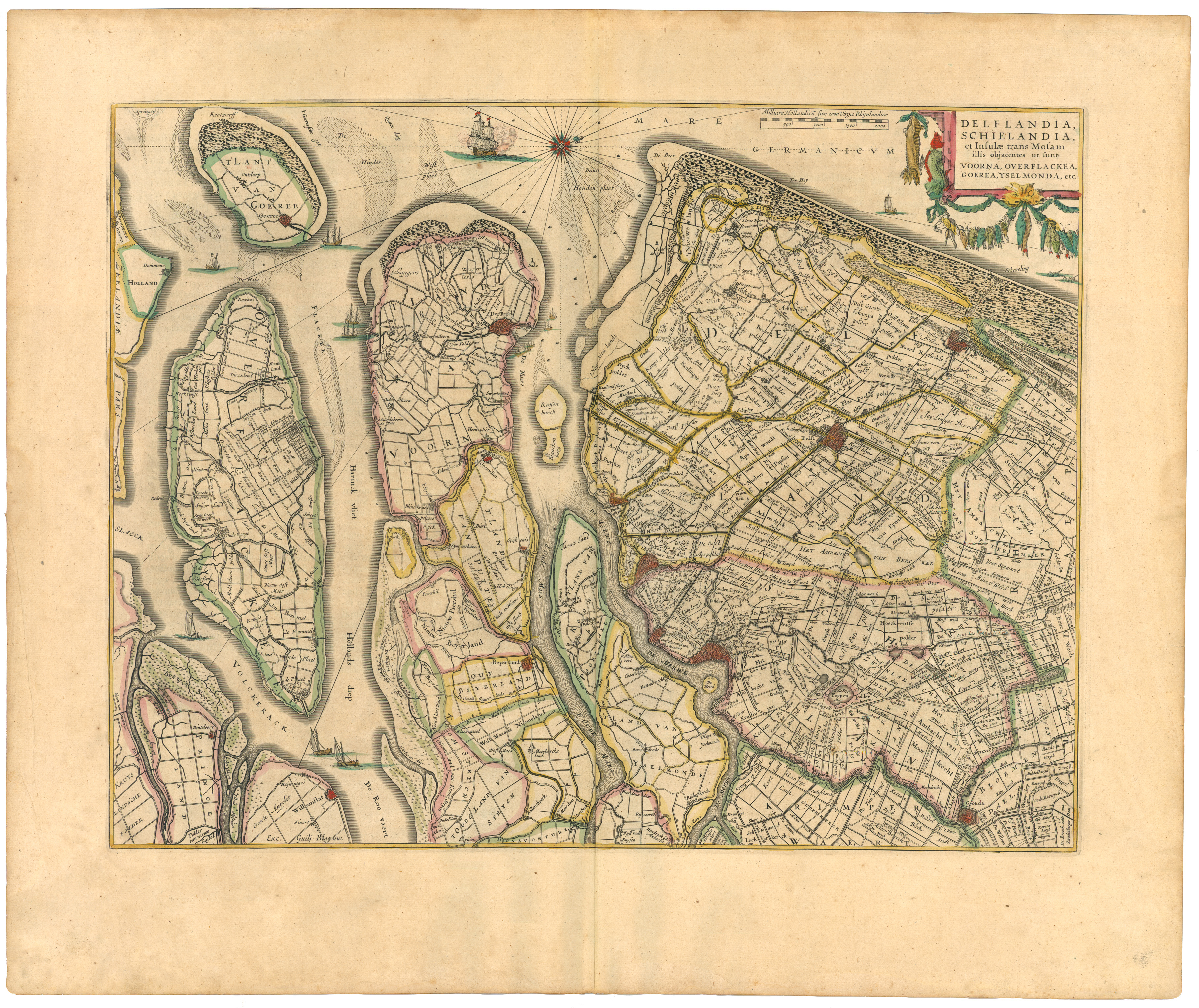
Kaart van Blaeu uit 1645 met onder meer het 'Land van Putten' (in het midden)

Het Baljuwschap Land van Putten, of kortweg Putten, was een baljuwschap in het zuidwesten van het voormalige graafschap Holland. Qua bestuursvorm was het de opvolger van de Heerlijkheid Putten. In 1467 volgde de laatste Heer van Putten, Karel van Charolais,  zijn vader Filips de Goede op als graaf van Holland. De bestuursvorm van de Heerlijkheid Putten ging toen over in een baljuwschap met als naam Baljuwschap Land van Putten. In 1811 werd het opgeheven.
Het Land van Putten heeft nooit tot de vier baljuwschappen behoord, die omstreeks 1250 werden ingesteld door de graaf van Holland. Het gebied had namelijk toen al een autonome status: de Heerlijkheid Putten die een vrije heerscappie, een hoge heerlijkheid was, en behield die autonome staatus toen het baljuwschap werd.

## Geografie
Het Land van Putten omvatte niet alleen het huidige eiland Putten, maar was veel uitgestrekter. De volgende ambachtsheerlijkheden behoorden tot het baljuwschap:
I. Putten binnen de ringdijk
1. Geervliet (stad)
2. Spijkenisse met de polder Braband
3. Hekelingen met de polder Vriesland
4. Simonshaven en Schuddenbeurs
5. Biert

II. Putten buiten de ringdijk
1. Zuidland met Velgersdijk (aan de overkant van de Bernisse, nu behorend tot Voorne)
2. Nieuwere polders op het eiland Putten, zoals Oostbroek, Oud- en Nieuw-Hongerland (Spijkenisse), Oud-Stompaard en Nieuw-Stompaard (Biert) en de Oude en Nieuwe Uitslag van Putten (Hekelingen)

III. Putten over de Maas

Putten over het Spui (westelijke Hoeksche Waard)
1. Goudswaard
2. Korendijk
3. Piershil

Gedeeltes van het huidige IJsselmonde
1. Poortugaal
2. Hoogvliet (inclusief Lokhorsterland of Oud- en Nieuw-Engeland; en Langbakkersoord met Smalland en Deifelbroek)
3. Pernis
4. 's-Gravenambacht en Heide
5. Charlois
6. Katendrecht

In 't Land over de Maaze lagen ook de hoge heerlijkheden Rhoon met Pendrecht en Albrandswaard met de Kijvelanden. Deze hoge heerlijkheden vielen niet onder het gezag van de baljuw van 't Land van Putten.
IV. Putten over Flakkee (Flakkee was destijds een water, nu Haringvliet):
1. Ooltgensplaat en den Bommel
2. Stad aan 't Haringvliet

Middelharnis ligt ook op Flakkee, maar was een zelfstandige hoge heerlijkheid, die niet onder het baljuwschap van 't Land van Putten viel

### Eigenaren op het eiland Putten
- In de 16e eeuw bezaten stedelingen een groot deel van het land op het eiland Putten. In 1571 waren de eigenaren in ieder geval ten dele van adel, eigengeërfden en regeeringspersonen. Zij woonden in Strijen en in de steden Rotterdam, Delft, Den Haag, Haarlem, Dordrecht en Mechelen.[5]
- Andries van Bronckhorst en zijn erfgenamen bezaten veel land op het eiland Putten. In 1617 was dit bezit 1.633  gemeten en 220 roeden èn ruim 45 gemeten die de erfgenamen met andere eigenaars gemeen hadden.[6]
- In Het Land, een wijk in Spijkenisse, zijn straten vernoemd naar voormalige landeigenaren in de polder Nieuw-Hongerland (Spijkenisse).

## Bestuur en recht
Vanaf 1467, toen Karel van Charolais zijn vader was opgevolgd als graaf van Holland, ging de bestuursvorm dus over in een baljuwschap. Er kwamen ruwaards om de zaken van de opeenvolgende graven van Holland te behartigen, de ruwaards van Putten. Het was een goed betaalde baan, die in handen kwam van adellijke families. Opeenvolgende ruwaards besteedden het werk uit aan plaatsvervangers, o.a. om belastingen te innen en de rechtspraak uit te voeren. De adellijke ruwaards woonden niet meer op het Hof van Putten in Geervliet, waar het bestuur voorheen zetelde, en bezochten het nog zelden. In 1581 (toen Filips II, de uiteindelijke erfgenaam van het baljuwschap, als vorst werd afgezworen door de Staten-Generaal, en Willem van Oranje tot stadhouder werd uitgeroepen) kwamen de heerlijke rechten aan de Staten van Holland. Het bestuur zelf veranderde vooralsnog niet.
Enkele ruwaards van Putten:
- 'Ioncker Pieter van Roon ende Duijvelant' (-1596), die ruwaard en baljuw was van het land van Putten
- Salomon van Schoonhoven (1617-1653)
- Cornelis de Witt (ruwaard tussen 1654-1672)
- Hendrik Hoogendijk (1802-1807) - de laatste

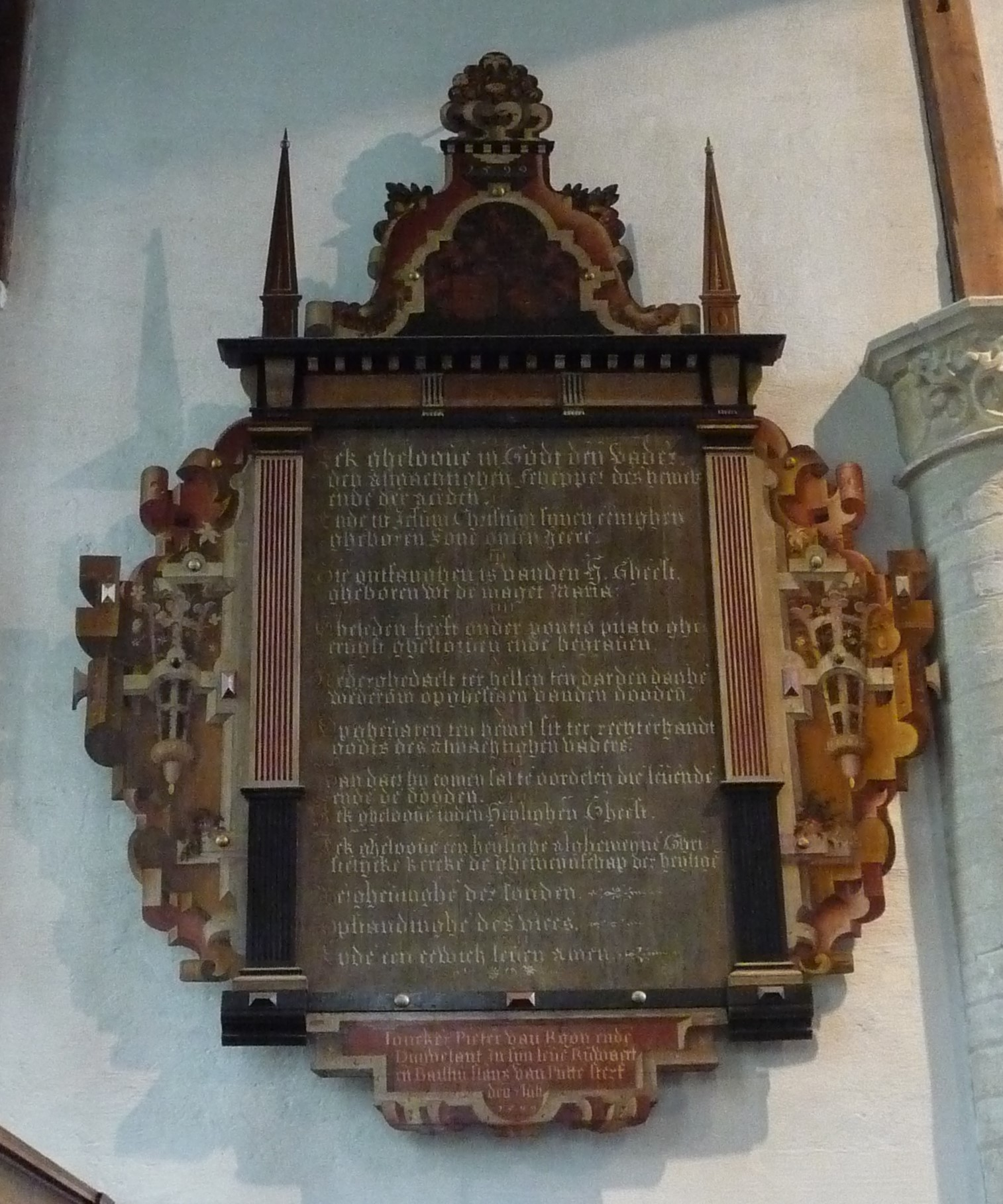
Tekstbord in kerk Geervliet, bekostigd door 'Ioncker Pieter van Roon ende Duijvelant', ruwaard en baljuw van het land van Putten
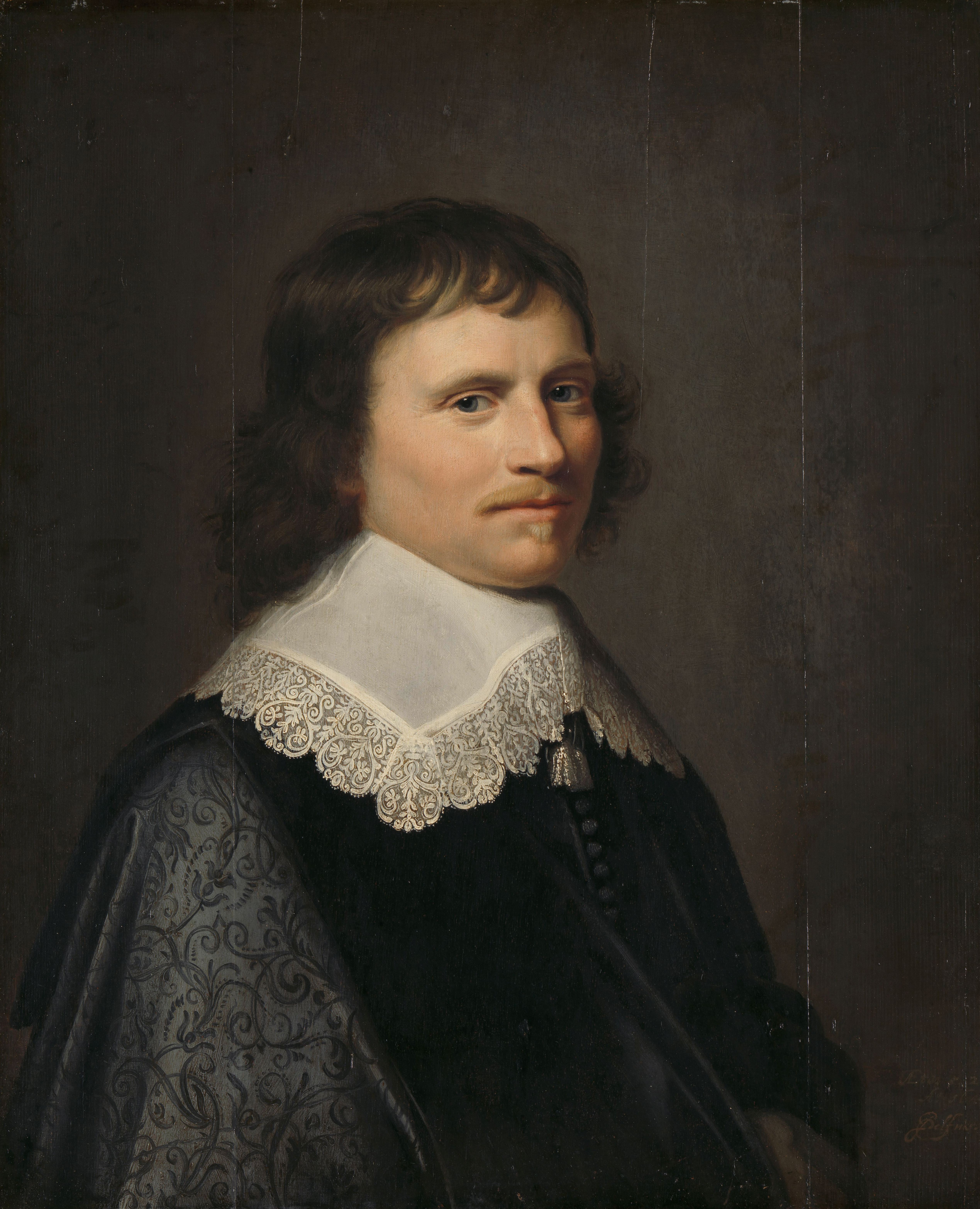
Salomon van Schoonhoven (1617-1653), ruwaard van Putten
Cornelis de Witt, ruwaard van Putten 1654-1672

### Recht en rechtspraak

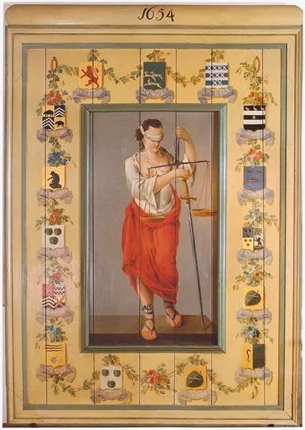
Vrouwe Justitia hing destijds in het Hof van Putten, nu in Raadzaal Stadhuis Geervliet

Hoewel het Land van Putten nu bij het graafschap Holland hoorde, bleef het een afzonderlijk baljuwschap tot de invoering van de Franse rechtspraak in 1811. Het had eigen rechtspraak en keurrecht. De zetel van het gerecht (de rechtbank) bleef het Hof van Putten te Geervliet. Er waren ook plaatselijke gerechten van schout en schepenen, van de ambachten; zij ressorteerden rechtstreeks onder de ruwaard. De fiscale privileges (eigen wijze van heffing van landlasten) werden in de tijd van de Republiek wel afgeschaft, ondanks taai verzet.
Het hoge recht ging mee naar het baljuwschap. Daardoor bleven naast de behandeling van civiele en kleinere criminele strafzaken, ook zware criminele vergrijpen, zoals halsmisdaden, in Geervliet berecht.
In 1587 onderwierpen de ruwaard en leenmannen het gehele landrecht aan een revisie. Tegen het nieuwe keurboek kwam verzet van enkele plaatselijke gerechten (Piershil, op IJsselmonde, Ooltgensplaat, Stad aan 't Haringvliet, Charlois). Zij wonnen in 1592 een rechtszaak hierover, maar die werd in hoger beroep in 1594 afgezwakt. De Hoge Raad van Holland en Zeeland bevestigde toen het recht van de ruwaard en leenmannen van Putten om hun eigen keuren te maken. Het oude keurboek bleef hierdoor van kracht tot 1708, toen opnieuw een generale herziening plaats vond.
In ieder geval in de 17e eeuw werden de rechters van het Hof van Putten in Geervliet benoemd door de ruwaard. Deze stelde in feite de rechtbank samen waarmee hij (als schout/aanklager èn als ontvanger van een deel van de boeten) zitting ging houden. De rechters werden gekozen uit de leenmannen van Putten. Wie een leen had van de graven van Holland en tot een rijp oordeel in staat leek te zijn, kwam in aanmerking. Er waren juristen die een stukje land in Putten kochten, dat opdroegen aan de leenkamer van de Staten en het vervolgens in leen terug kregen. Zij wilden graag benoembaar zijn als rechter omdat het een lucratief baantje was. De opgelegde boetes werden namelijk als volgt verdeeld: 1/3e voor de ruwaard, 1/3e te verdelen onder de rechters en 1/3e te verdelen onder de instellingen van armenzorg in Putten. Bovendien ontvingen de rechters een redelijke vergoeding voor de dagen dat het Hof zitting hield plus een flinke vergoeding van reis- en verblijfkosten. Het was dus in het belang van alle betrokkenen, uitgezonderd dat van de beklaagde, om veel en hoge boetes op te leggen.

### Polderbesturen
Elke polder in de Heerlijkheid Putten werd bestuurd door de schout en schepenen van het bij die polder behorende ambacht. Zij waren o.a. verantwoordelijk voor de afwatering en de dijken binnen hun ambacht. De ambachten van het eiland Putten waren ook aansprakelijk voor hun eigen deel in de ringdijk. Voor de afwatering gingen ze overeenkomsten met elkaar aan. De geografische veranderingen in het gebied (door o.a. laandaanwas en overstromingen) vereisten herhaaldelijk de verplaatsing van uitwateringssluizen en de regeling van het beheer en de kosten.
Op het eiland Putten werd het toezicht op de dijken afwatering uitgeoefend door het Dijkcollege, bestaande uit een dijkgraaf en leenmannen. Dit veranderde in 1580: op het eiland Putten werd het hoogheemraadschap "des Rings van Putten" ingesteld. Het college van het hoogheemraadschap bestond uit de dijkgraaf en vijf hoogheemraden, die door de hoofdingelanden werden gekozen. De hoofdingelanden kozen ook de waarsmannen (technische ambtenaren die belast waren met het onderhoud van openbare werken en het innen van de daarvoor benodigde belastingen) en penningmeesters. Het hoogheemraadschap nam de uitvoerende taken van de afzonderlijke polderbesturen over. De functie van dijkgraaf werd tot 1797 vrijwel onafgebroken vervuld door dezelfde persoon die ook ruwaard van Putten was (dus de ruwaard was ook dijkgraaf). Pas in 1797 werd het ambt van dijkgraaf gescheiden van dat van het ruwaardschap.
De grote overstromingen in de 16e eeuw vergden van de ingelanden grote financiële offers tot behoud van het eiland Putten. Als tegenprestatie konden zij hun medezeggenschap in het beleid van het hoogheemraadschap sterk uitbreiden. Na 1581 bleken op het eiland Putten de ingelanden de eigenlijke bestuurders van de dijk- en waterschapszaken te zijn. Eens per jaar kwamen de ingelanden te Geervliet bijeen om de rekening af te horen en kozen dan voor het komende jaar de hoogheemraden en de waarsluiden. Door alleen presentiegelden toe te kennen aan de breedste geërfden, maakte men rond 1600 de ingelandenvergadering tot een hoofdingelandenvergadering, waarin alleen de grootgrondbezitters of hun rentmeesters aanwezig waren. Sindsdien overheersten de stedelijke beleggers, dus de grootgrondbezitters van buiten het eiland. Deze hoofdingelandenvergadering bestreek een breder terrein dan alleen dijk- en waterschapszaken. Er werden omslagen toegestaan over de gehele ring ten behoeve van bijvoorbeeld het spui en de haven van Geervliet, de haven en de bestrating van dorpen van ambachten binnen de ring, een nieuwe luiklok voor de kerk van Simonshaven, de wederopbouw van een afgebrande school te Spijkenisse, het herstel van een vervallen kerk te Hekelingen, het verjagen van bedelaars en oorlogskosten.
Tussen ±1750-1820 kwam hier verandering in door het verschuiven van de economische verhoudingen. De nijverheid en de internationale handel waren door het Mercantilisme in Frankrijk en Engeland (±1600-1800) in verval geraakt. Daardoor waren veel stedelijke grondbezitters verarmd, waardoor ze gedwongen waren (een deel van) hun grondbezit te verkopen. Er werd in die tijd veel grond verkocht, ook op het eiland Putten in het laatst der 18e en begin der 19e eeuw. Veel vroegere pachters kochten de grond en werden zo vrije eigenaren, andere landbouwers konden hun landbezit uitbreiden. De prijzen van landbouw- en veeteeltproducten waren gunstig: de export van basis-producten uit Frankrijk en Engeland was gestokt, waardoor er minder aanbod in Nederland was en de binnenlandse prijzen van basale landbouwproducten stegen. Door deze hoge inkomsten konden de boeren hypotheken krijgen voor hun landaankopen. Door de hoge vraag stegen de landprijzen ook aanzienlijk, op Voorne-Putten van ƒ 200,= per gemet in het midden van de 18e eeuw, tot ƒ 250 - ƒ300 per gemet in de tijd van de Franse overheersing. Een gevolg van deze verschuiving was, dat de hoofdingelandenvergadering meer een boerenvergadering werd; later gold dit ook voor het college van hoogheemraden. De zuinige boeren voerden vanaf 1795 grote bezuinigingen door op het bestuur van de ring van Putten. In het bijzonder kwam het dijkonderhoud te kort. Rond 1820 waren de handelsbeperkingen uit het Mercantilisme opgeheven en konden er weer vrij landbouwproducten worden ingevoerd, waardoor deze grote welvaart van de boerenstand eindigde.

#### Functiewijzigingen

Kaart van Putten / Daniël Schillincx, 1617

Wijzigingen in de lagere functies ten opzichte van de oude situatie op het eiland Putten:
- De functie van landmeter verviel nadat Daniël Schillincx in 1617 zijn kadaster had afgeleverd. Daarna maake men voor het meten van landerijen en het peilen van dijken gebruik van landmeters van de grote hoogheemraadschappen op het vaste land van Holland.[18]
- De functie van klerk van de ruwaard-dijkgraaf veranderde in de 16e eeuw in secretaris. Deze secretaris was ook altijd secretaris van de bank van de ruwaard en leenmannen.[18]
- In 1759 werd een ganzenverdrijver aangesteld, die zoveel mogelijk ganzen uit de Ring van Putten moest verdrijven en schuw maken, om schade door ganzen te beperken.[19]

### Nieuwe ambachtsheren
De Staten van Holland hadden in de 18e eeuw veel geld nodig en veilden daarom tussen 1722 en 1741 in totaal 108 ambachtsheerlijkheden, waaronder die van het eiland Putten. Op het eiland Putten waren er na het midden van de 14e eeuw geen ambachtsheren meer geweest; nu werden ze dus opnieuw ingevoerd. De koper van een ambachtsheerlijkheid ontving rechten: benoemingsrechten, rechtsbedeling en allerlei op de plattelandsbevolking drukkende ambachtsgevolgen (alle rechten en voordelen die aan een ambachtsheerlijkheid waren verbonden, zoals tienden, accijnzen, verpachting of een deel van de opbrengsten van visserij, vogelarij, malerij, tollen en (pont-)veren en het patronaatschap van de kerk). Particulieren investeerden enorme bedragen om de ambachtsheerlijkheden in handen te krijgen, hoewel een bezit ervan weinig rendabel was, het was meer sociaal prestige dan financieel gewin.

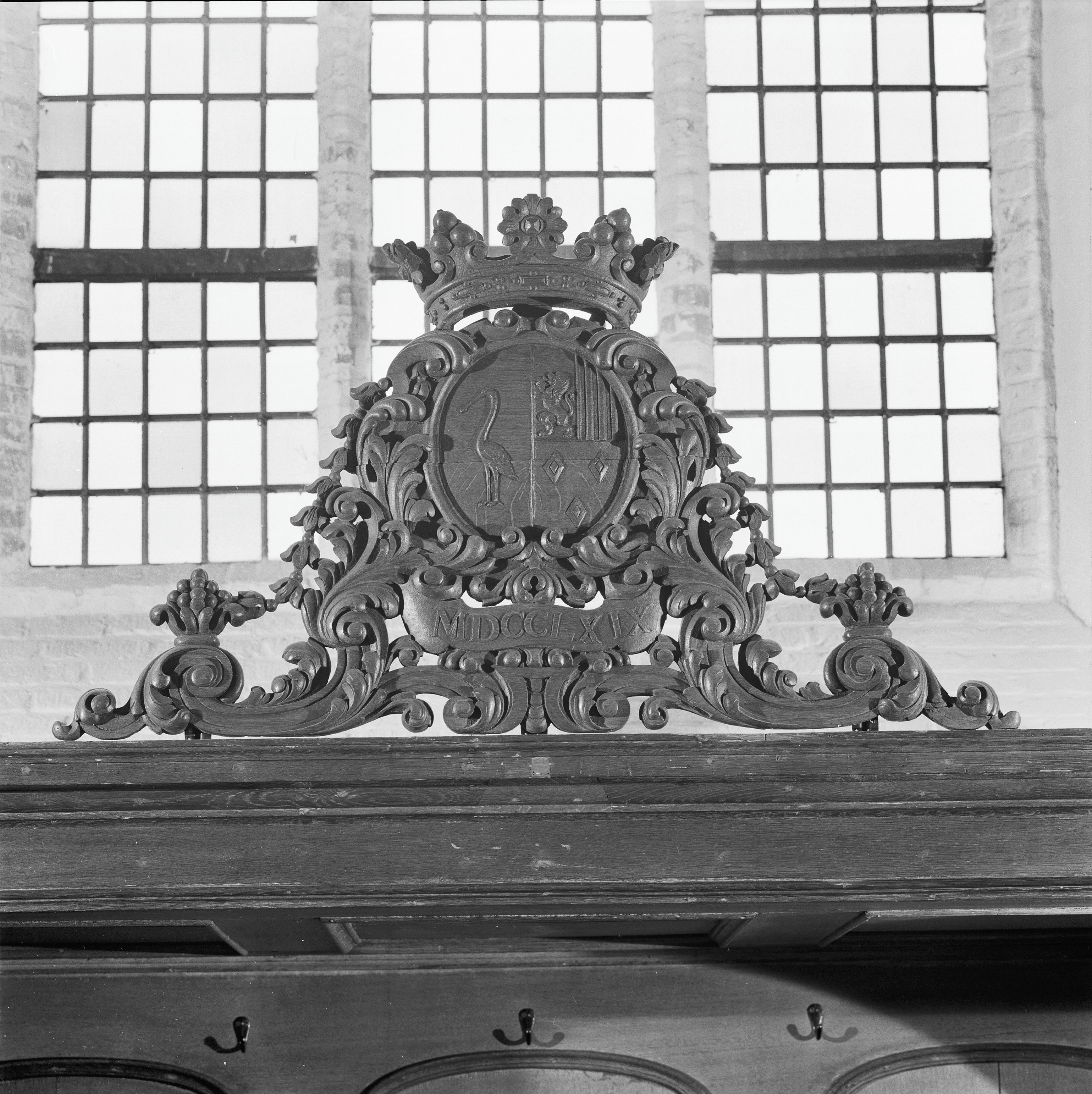
Wapen ambachtsheer Backus-Repelaer in Dorpskerk Spijkenisse

Tegen deze verkoop kwam verzet, ook op Putten. Een alternatief was om zelf de eigen ambachtsheerlijkheden te kopen. Maar de bevolking op Putten was daarvoor veel te arm en zij waren niet gewend om gemeenschappelijke belangen te behartigen. De bevolking bestond voor een groot deel uit pachters en landarbeiders. De verkoop van de ambachtsheerlijkheden van Putten vond plaats op 7 augustus 1731. De nieuwe heersers lieten plotseling een herenbank versierd met een apocrief wapen in de dorpskerk van de Puttenaren zetten en gingen in hun dorp de lakens uitdelen.
Het plaatselijk bestuur kwam bij de ambachtsheer te liggen, maar de functies van ruwaard met leenmannen bleven bestaan. Dit bracht geschillen teweeg: de nieuwe ambachtsheren wilden zelf verordeningen kunnen vaststellen. Uiteindelijk kwam er een vrij ingewikkeld akkoord, waarbij allerlei plaatselijke bevoegdheden werden overgedragen aan de schout, namens de ambachtsheer. Al met al had het ruwaardschap door deze verkoop van ambachstheerlijkheden veel van zijn oude glorie verloren.
Het beheer over de polders, het water en de dijken bleef wel op de oude voet gehandhaafd. Volgens bepalingen van de Staten zou de toestand voor de waterschappen blijven zoals die voorheen was, de bevoegdheden van de ruwaard als dijkgraaf bleven als vanouds. Daardoor verwierven de nieuwe ambachtsheren geen invloed in het dijk- en waterschapsbestuur. Zij werden in ieder geval op het eiland Putten geweerd uit de vergaderingen van hoofdingelanden, waar alle belangrijke beslissingen over het gebied werden genomen. Maar daar namen de nieuwe ambachtsheren geen genoegen mee. Zij regelden na enige tijd op listige wijze dat ook zij hoofdingelanden werden en zo toegang kregen tot de vergadering, hoewel ze binnen de dijkring van Putten onvoldoende eigen bezit hadden om op reguliere wijze hoofdingeland te worden. Het conflict liep zo hoog op dat de dijkgraaf en hoogheemraden de ambachtsheren duidelijk deden aanzeggen zich niet te bemoeien met werken die van ouds tot de competentie van het dijkcollege vielen. En zij waarschuwden de waarsmannen alleen betalingen te doen op ordonnantie van de binnenlandse hoogheemraden. Zo werd het college van dijkgraaf en hoogheemraden in zijn bevoegdheden nauwelijks door de ambachtsheren werden gekortwiekt. Dat was uiteraard het gevolg van de uitgesproken wens van de Staten om het dijk- en waterschapsbestuur op de oude voet te laten. Maar op het eiland Putten was dat ook het effect van van de interne machtsverhoudingen, waarin sinds eeuwen de vergadering van hoofdingelanden onaantastbaar was, die werd beschouwd als de regering van het hoogheemraadschap.

## Overige gebeurtenissen en ontwikkelingen

### Overstromingen
- Op 5 november 1530 braken de dijken, overstroomden de polders en verdronken vele bewoners met de veestapel.[24] De dijken werden hersteld, maar daarvoor moesten hoge belastingen worden geheven en de zilt geworden gronden leverden nauwelijks iets op. Veel eigenaars verkochten hun land aan beleggers buiten het gebied en trokken naar elders om een beter bestaan op te bouwen. Een nog ernstiger stormvloed vond plaats in de nacht van 1 op 2 november 1532, waardoor opnieuw grote stukken dijk op Putten werden weggeslagen. De nieuwe beleggers hadden er belang bij het verdronken land toch weer te herdijken, zodat die pachtrenten zouden kunnen opbrengen. Andries van Bronckhorst was één van die beleggers. Door zijn doortastend optreden werden de dijken op het eiland Putten hersteld, uitgezonderd die van de polder (Nieuw-)Putten in het oosten; de ringdijk werd een stuk ingekort. Van Bronckhorst was tijdens dat herstel de grootste grondeigenaar van het eiland Putten geworden: de boeren die de dijkkosten niet hadden kunnen betalen, hadden hun landerijen aan Van Bronckhorst moeten afstaan.[25] Later kwam er nog een rechtszaak over schadevergoeding voor alle klei die uit de gorzen van Egmond (in de Beijerlanden, Hoeksche Waard) was gehaald (het ging om 235.000 schachten (een schacht was een vierkante Putse roede van één steek diep)), zonder dat daarvoor was betaald. Toen was Andries van Bronchorst echter al overleden; in 1556 werd de eis niet ontvankelijk verklaard.[26]

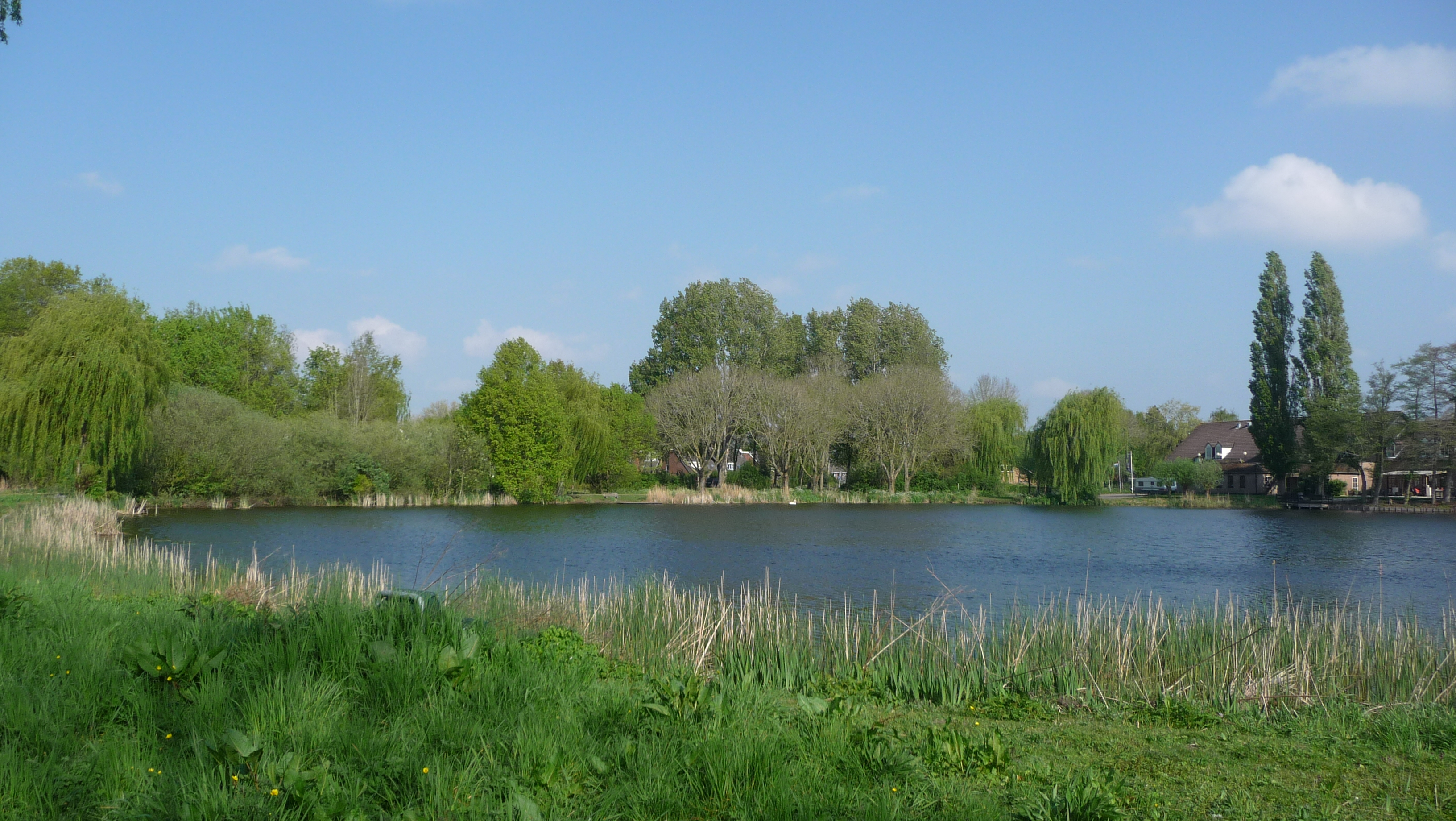
Grote Wiel, ontstaan tijdens de Allerheiligenvloed (1570)

- Tijdens de Allerheiligenvloed van 1 november 1570 kwam het water opnieuw over de dijken, alle polders van de voormalige heerlijkhed stonden blank, van Korendijk/Goudswaard en Zuidland tot Charlois. Toen werden ook het Grote en Kleine Wiel in de Brabandse polder (achter de Gaddijk, nu Spijkenisse) geslagen. Een jaar later waren alle polders weer droog, maar wel tegen hoge kosten en zware inspanningen. Nadat de dijken waren hersteld, verzocht de aartsbisschop van Utrecht om een processie te houden, om de polders in de toekomst te beschermen tegen wateroverlast; hij kreeg toestemming en er kwam een processie, zelfs in àlle polders.[27]
- Door deze overstromingen in de 16e eeuw en de grote offers die nodig waren om het land terug te winnen, was de bevolking verarmd. Bovendien hadden de Staten van Holland geld nodig voor de oorlog tegen Spanje en hielden daarom massaal uitverkoop van hun domeinen. De plaatselijke bevolking kon die niet betalen, de hoge heren uit Holland wel. Zij werden hoofdingelanden en kregen sinds 1600 binnen de Ring van Putten het heft in handen.[28]
- Tijdens de Stormvloed van 1682 overstroomden alle buitenpolders van de ring Putten. En er was grote schade aan de ringdijk.
- 1775 en 1776: opnieuw stormvloeden. De schade aan de ringdijk van het eiland Putten werd betaald uit een generale omslag. De dijken werden opgehoogd.

### Afwatering

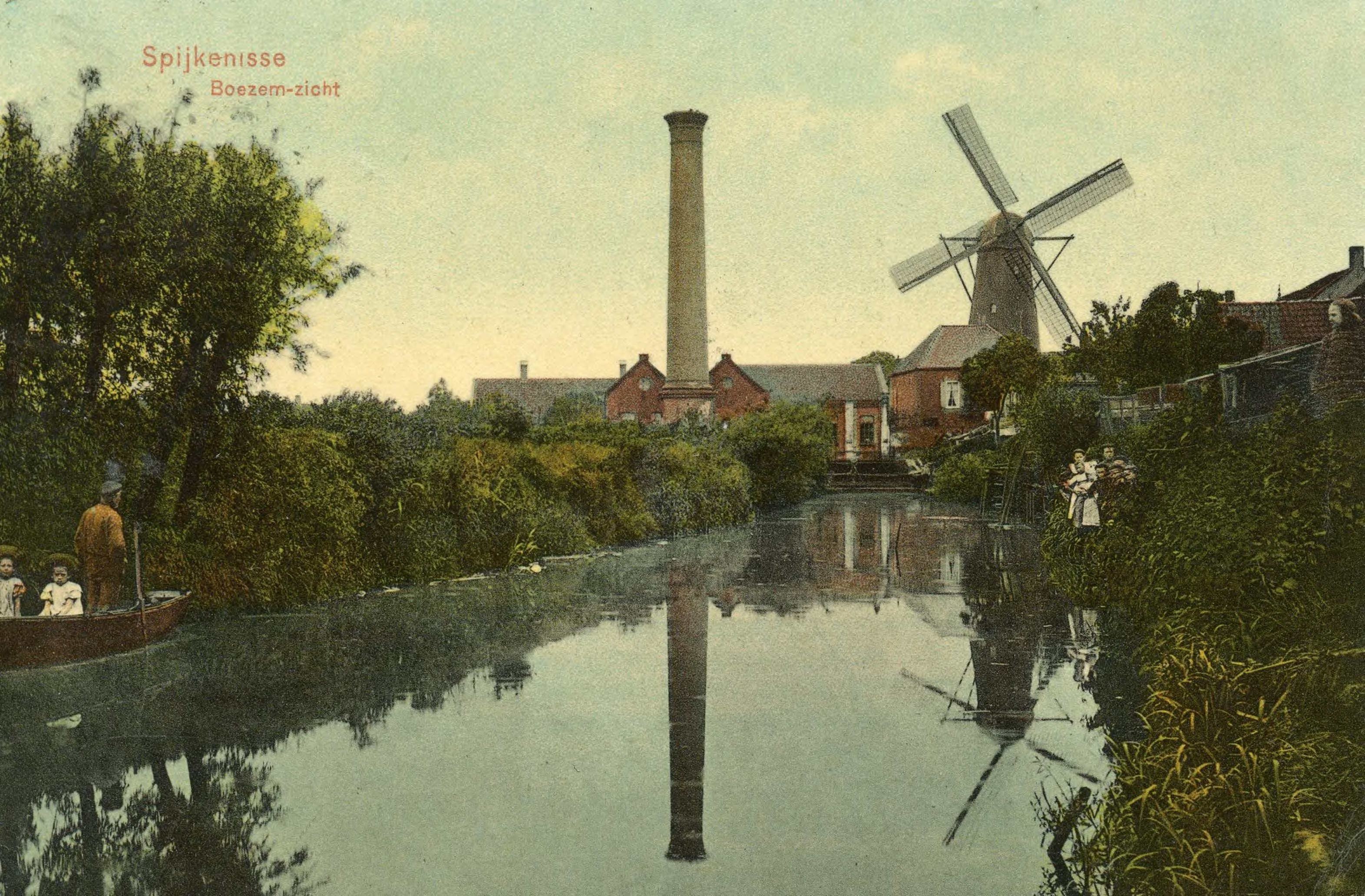
Laatste deel Vierambachtenboezem, bij poldergemaal (1908)

De afwatering van het overtollige polderwater verliep van oudsher via sloten, greppels, duikers en uitwateringssluizen. Maar uiteindelijk ging dat niet meer vanzelf, en moesten er maatregelen worden genomen om het land droog te houden.
- In 1534 verschenen er op het eiland Putten de eerste windmolens die polderwater afvoerden[29]. Die in de polders  Geervliet, Spijkenisse, Simonshaven en Biert loosden op het Oostenrijk, dat met een spuisluis door Hoenderhoek afwaterde op de Bernisse; die van de polders Braband en Hekelingen behielden hun spuisluis op het Spui.[30]
- Later die eeuw werd de Vierambachtenboezem op het eiland Putten gegraven. Windmolens maalden vanaf 1566 het polderwater naar die boezem. Dat kwam zo: In 1555 wilde Lamoraal graaf van Egmond het Spui afdammen; hij had het gorzengebied bij het Spui in bezit èn het Spui zelf. Maar door zo'n afdamming zou de lozing van de vier polders Geervliet, Spijkenisse, Simonshaven en Biert op de Bernisse onbruikbaar worden. Bovendien verlandde de Bernisse, waardoor afwatering in de Bernisse ook problemen zou opleveren[31]. Daarop besloten de hoofdingelanden de afwatering van het gehele eiland over te brengen naar de haven van Spijkenisse en werd de Vierambachtenboezem aangelegd. Omdat de afdamming van het Spui ten slotte niet doorging (de Staten van Holland staken er een stokje voor, de meerderheid van de Hollandse steden wilde het Spui open houden voor scheepvaart), konden de polders Braband, Vriesland en Hekelingen met hun afwatering blijven waar ze waren.[30]

### Overige ontwikkelingen

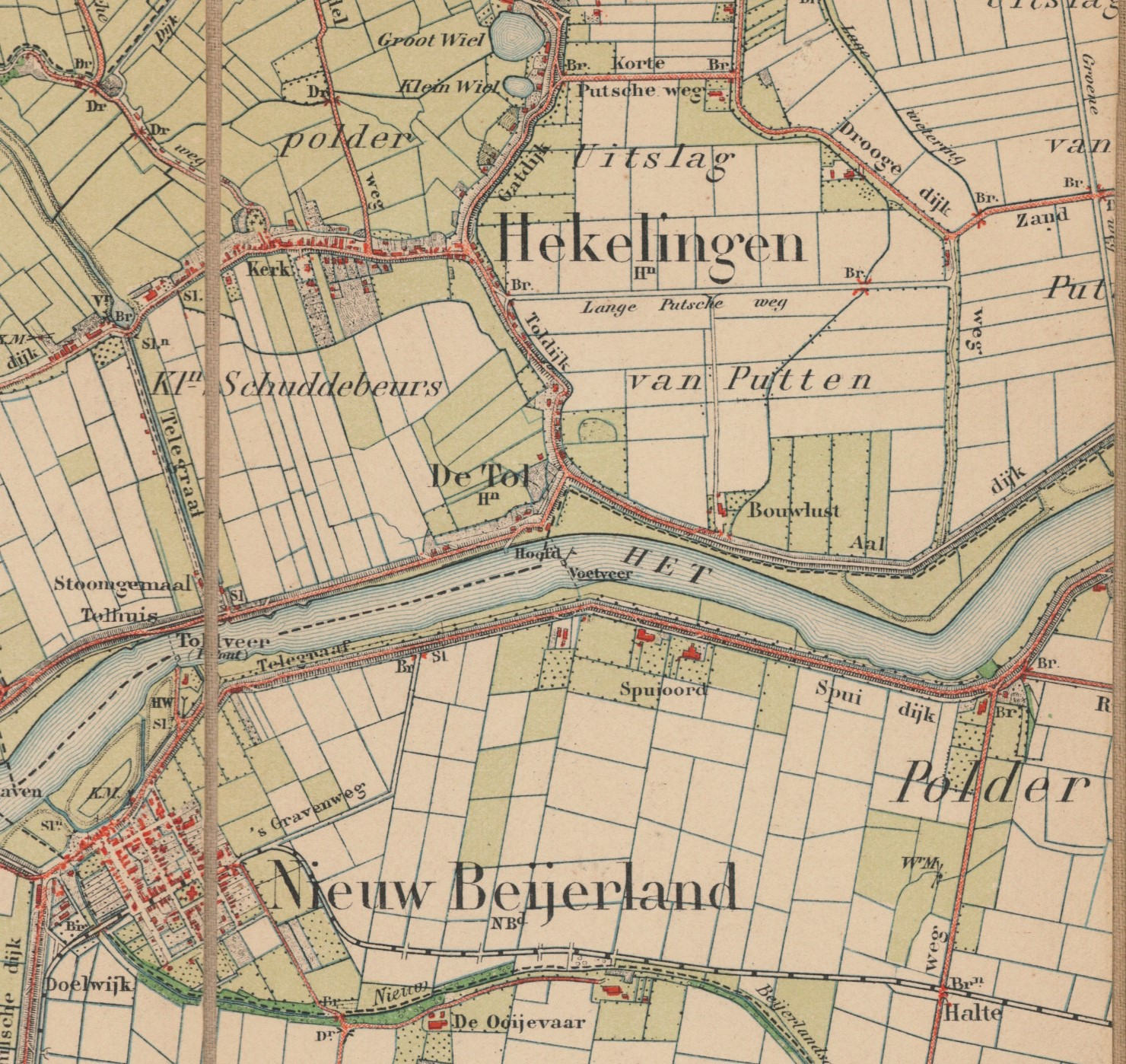
De Tol bij Hekelingen, Toldijk en Spui (datering kaart: 1889-1903)

- In de eerste helft van de 16e eeuw versmalde de Bernisse, door aanlanding en de daaropvolgende bedijking van de voormalige schorren tot polders. De Spoykreke (het Spui) schuurde juist uit tot een diepe geul, geschikt voor de scheepvaart die buiten Dordrecht om wilde varen. Er kwam een tol bij Hekelingen aan het Spui (de Toldijk herinnert daar nog aan) die in 1563 al ƒ 7.000,— opbracht, terwijl dat voor de tol bij Geervliet (bij de monding van de Bernisse) nog maar ƒ 80,— was. De Staten besloten daarom om het beschikbare geld te besteden aan het op diepte houden van het Spui en de Bernisse verder te laten verzanden.[32]
- In 1571 werd het kapittel van Geervliet feitelijk overgebracht naar Haarlem.
- In 1573 werden de kerken op het eiland Putten protestants.
- In 1602 werd het pontveer over de Bernisse tussen Geervliet en Heenvliet vervangen door een brug, waarvoor men tol moest betalen. De Bernisse was inmiddels zo ver verzand, dat hij veel smaller was geworden, waardoor een brug kon worden gebouwd.[33]

## Nieuwe bestuursvormen
In 1795, in de Franse tijd, werden de ambachten afgeschaft en kwamen er gemeenten voor in de plaats.
In 1811 werd het baljuwschap opgeheven, bij de invoering van de Franse rechtspraak. Ook de rechtbank in Geervliet werd opgeheven en de waterschappen en hoogheemraadschappen werden omgevormd; hun macht werd beperkt, zij verloren hun rechtspraak en formeel ook hun keurbevoegdheid. Zij bleven nog wel op de oude voet functioneren totdat de waterschappen na 1848 grondig werden gereorganiseerd.
Het baljuwschap verdween dus, de voormalige heerlijkheid Putten was nu echt verleden tijd. Er brak een nieuwe tijd aan zonder heerlijkheden en baljuwschappen. Het Land van Putten werd onderdeel van de toenmalige provincie Holland, sinds 1840, de splitsing van de provincie Holland, hoort het bij de nieuwe provincie Zuid-Holland.
Na de Franse tijd, in 1815, werden de ambachtsheerlijkheden toch weer hersteld. De ambachtsheer benoemde sindsdien een deel van de gemeenteraad en de (nieuw ingestelde functie van) burgemeester. Bij vacatures voor burgemeesters vroeg de ambachtsheer vaak een vergoeding van de kandidaat, waardoor niet altijd de meest geschikte kandidaat burgemeester werd. Bovendien kon een ambachtsheer informeel de keuze van de wethouders beïnvloeden. Aan deze macht van de ambachtsheren kwam een einde met de Gemeentewet van 1851. Daarin werd geregeld dat de welgestelde kiesgerechtigde inwoners de gemeenteraad gingen kiezen, het hoogste orgaan in een gemeente, en dat de koning voortaan burgemeesters zou benoemen.